# Кућа Јанковића
Кућа Јанковића је споменик културе у Ваљеву и подигнута је 1924. године. Саградио ју је угледни предузимач Риста Алексић. Данас се налази на углу улица Доктора Пантића и Војводе Мишића.

## Изглед куће
У то време Алексић је подигао низ објеката у граду које је продавао. Ову кућу Алексић је продао тасту др Панте Јанковића, у којој данас живи родбина покојног Јанковића. Предузимач Алексић је зидао лепе куће. Пример за то је и ова кућа која поседује несумљиве стилске одлике и архитектонске вредности. Није сачуван пројекат као и име пројектанта. Кућа је на самом углу две улице са дворишним крилом. Унутрашњи простор објекта подељен је на две засебне јединице (стана), у које се улази засебним улазима из дворишта. Из станова у приземљу воде степенице у такође засебне јединице у сутерену. Стан до Пантићеве улице је мањи у односу на други према дворишту. Оба стана остала су што се тиче унутрашњег распореда просторија неизмењени.
То је солидно грађена породична стамбена кућа која има луксузних одлика, са сутереном и високим приземљем. Објекат је грађен од тврдог материјала, малтерисан и окречен у окер боју. Фасаде су богато и чисто стилски обрађене са класицистичким елементима у нешто израженијој пластици обрађеној у малтеру. Доминирају прозорски отвори и две нише у које су смештене стојеће фигуре мушкарца и жене, рађене у маниру класичног римског портрета. Изнад прозорских отвора постављени су тимпанони троугласто и лучно засведени. Изнад високог каменог сокла теку два паралелна хоризонтална венца који су поновљени у горњим деловима фасада, само сада више наглашени. У самом врху целом дужином фасада тече назидак са оивиченим пољима колонада (налазе се у висини изнад отвора). Кров је четвороводан са бибер црепом као прекривачем.
Кућа је сачувана у целини, сем што је после Другог светског рата један од бивших станара зазидао један од прозорских отвора из Пантићеве улице.